# Кампань-ле-Эден (кантон)

Кантон Кампань-ле-Эден в составе округа

Кампань-ле-Эден (фр. Campagne-lès-Hesdin) — упраздненный кантон во Франции, регион Нор-Па-де-Кале, департамент Па-де-Кале. Входил в состав округа Монтрёй-сюр-Мер.
В состав кантона входили коммуны (население по данным Национального института статистики Архивировано 16 сентября 2012 года. за 2009 г.):
- Боренвиль (1 923 чел.)
- Бримё (762 чел.)
- Буажан (467 чел.)
- Бубе-лес-Эмон (71 чел.)
- Бюир-ле-Сек (793 чел.)
- Гуи-Сен-Андре (631 чел.)
- Дурье (308 чел.)
- Кампань-ле-Эден (1 781 чел.)
- Лепинуа (214 чел.)
- Луазон-сюр-Крекуаз (241 чел.)
- Маран (66 чел.)
- Маранла (217 чел.)
- Марекель-Экемикур (883 чел.)
- Марль-сюр-Канш (290 чел.)
- Ментене (388 чел.)
- Оффен (205 чел.)
- Руссан (196 чел.)
- Сампи (291 чел.)
- Сен-Дене (130 чел.)
- Сен-Реми-о-Буа (113 чел.)
- Сольшуа (320 чел.)
- Экс-ан-Иссар (281 чел.)
- Эмон (179 чел.)

## Экономика
Структура занятости населения:
- сельское хозяйство — 9,8 %
- промышленность — 31,5 %
- строительство — 7,0 %
- торговля, транспорт и сфера услуг — 24,6 %
- государственные и муниципальные службы — 27,1 %

## Политика
На президентских выборах 2012 г. жители кантона отдали в 1-м туре Франсуа Олланду 32,3 % голосов против 25,1 % у Николя Саркози и 20,7 % у Марин Ле Пен, во 2-м туре в кантоне победил Олланд, получивший 55,8 % голосов (2007 г. 1 тур: Сеголен Руаяль — 29,3 %; Саркози — 26,4 %. 2 тур: Руаяль — 53,3 %). На выборах в Национальное собрание в 2012 г. по 4-му избирательному округу департамента Па-де-Кале они поддержали кандидата Социалистической партии Венсана Лена, набравшего 40,7 % голосов в 1-м туре и 51,5 % — во 2-м туре. (2007 г. 1-й тур: Даниель Факель (СНД) — 37,4 %, 2-й тур: Венсан Лена (СП) — 54,3 %). На региональных выборах 2010 года в 1-м туре победил список социалистов, собравший 34,5 % голосов против 21,0 % у списка «правых»  и 14,5 % у Национального фронта. Во 2-м туре единый «левый список» с участием социалистов, коммунистов и «зелёных» во главе с Президентом регионального совета Нор-Па-де-Кале Даниэлем Першероном получил 51,0 % голосов, «правый» список во главе с сенатором Валери Летар занял второе место с 30,6 %, а Национальный фронт Марин Ле Пен с 18,4 % финишировал третьим.
|  | Кандидат     | Партия                    | % голосов |
|  | ------------ | ------------------------- | --------- |
|  | Жислен Тетар | Союз за народное движение | 50,86     |
|  | Эрик Лежон   | Социалистическая партия   | 49,14     |

|  | Кандидат     | Партия                    | % голосов |
|  | ------------ | ------------------------- | --------- |
|  | Жислен Тетар | Союз за народное движение | 50,76     |
|  | Жоэль Пентье | Социалистическая партия   | 49,24     |